# Sindicato Independiente de la Energía
El Sindicato Independiente de la Energía (SIE) es un organización sindical española. Fundado en 1977, se define apartidista e independiente de intereses empresariales.
Se circunscribe exclusivamente a las empresas del sector de la energía. Actualmente tiene representación en las grandes eléctricas españolas, Iberdrola, Endesa, Naturgy, Viesgo, así como en Red Eléctrica de España, Acciona Energía, Engie, Nuclenor y Almarz-Trillo. Es la primera representación sindical en REE con el 66,22% de delegados y Engie Cartagena, con el 100%, la segunda en Iberdrola y Naturgy y la tercera en Endesa.